# Суджанський район
Суджанський райо́н — адміністративно-територіальна одиниця і муніципальне утворення на заході Курської області Росії. Адміністративний центр — місто Суджа.

## Географія
Площа 996 км².
Основні річки — Псел, Суджа.

## Історія
Суджанський район утворений 30 липня 1928 року із частини скасованого Суджанського повіту. Спочатку входив до складу Льговского округу Центрально-Чорноземної області. Після скасування округів в 1930 перейшов у безпосереднє підпорядкування обласному центру Центрально-Чорноземної області (Вороніж). 1934 року ввійшов до складу новоутвореної Курської області.
1 лютого 1963 року Беседенський, Ленінський і Стрєлецький райони були об'єднані в Курський район.
6 серпня 2024 року через вторгнення Росії в Україну в Курській області почалися бої. З 7 серпня під загрозою захоплення введено режим надзвичайного стану. Значна частина населення залишила Суджу та окремі населені пункти району.

## Демографія
Населення району становить 30 тис. осіб, у тому числі в міських умовах проживають близько 7 тис. Усього налічується 82 населених пунктів.

## Адміністративно-територіальний поділ
Суджанський район — адміністративно-територіальна одиниця, що включає у свій склад 21 сільраду і 82 населених пунктів.
Суджанський муніципальний район — муніципальне утворення, наділене законом Курської області від 21 жовтня 2004 року № 48-ЗКО (в ході муніципальної реформи 2006 року) статусом муніципального району, в складі котрого утворено 22 муніципальних утворень з яких 21 мають статус сільського поселення.